# Jhulliam Bonfim
Jhulliam Bonfim Santos Pires (n. 4 aprilie 1988, Vera Cruz, Bahia) este un fotbalist brazilian care evoluează la clubul FC Sheriff Tiraspol pe postul de mijlocaș.

## Palmares
Sheriff Tiraspol
- Divizia Națională: 2013–14